# 트랜스아시아 항공 235편 추락 사고

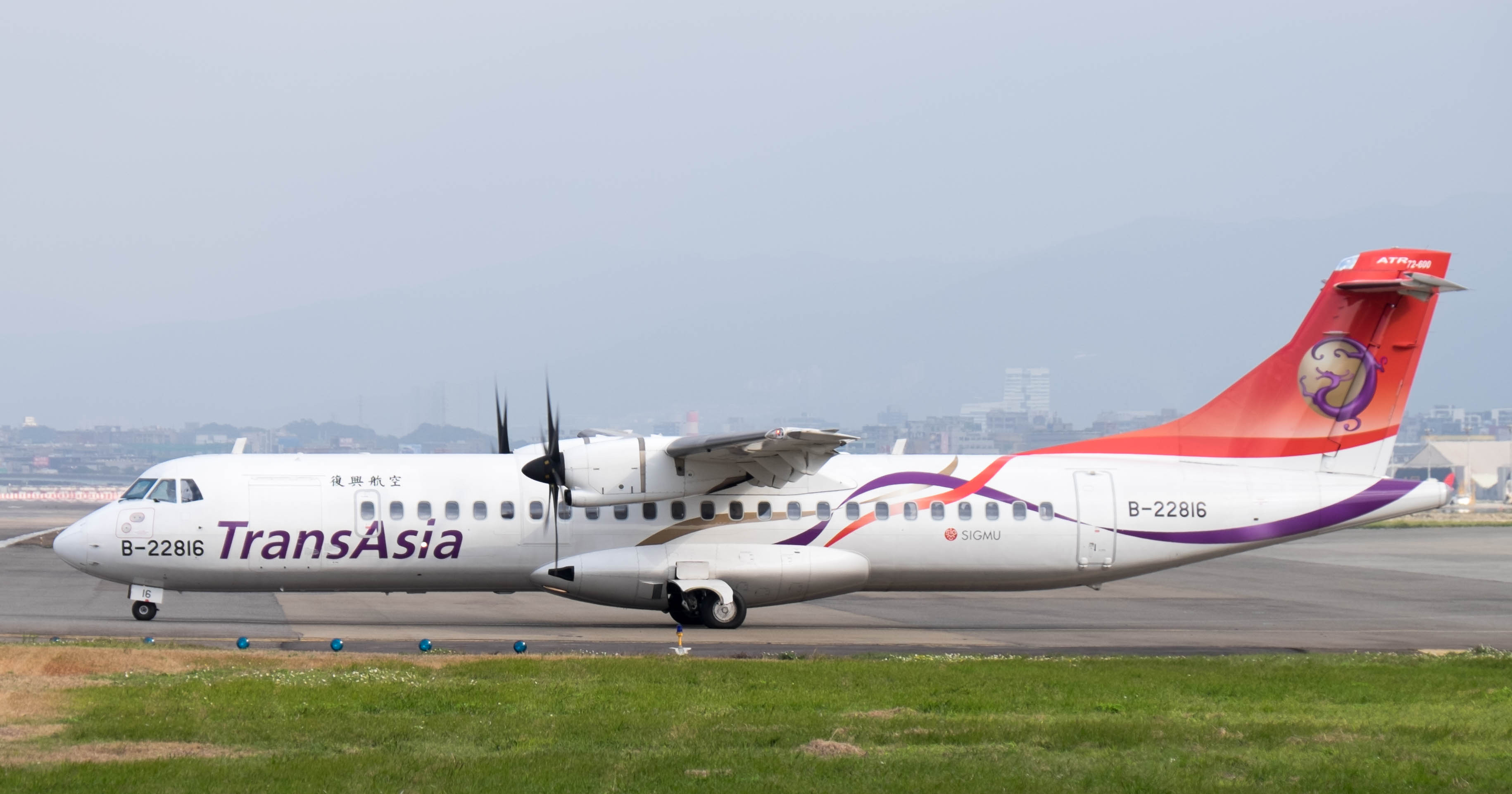
사고기

트랜스아시아 항공 235편 추락 사고는 2015년 2월 4일 10:56 (타이완 표준시) 타이베이 쑹산 공항에서 진먼 공항으로 가는 트랜스아시아 항공(GE235 편)의 엔진이 이륙 직후에 고장난 것이 원인으로, 타이베이시 난강 구와 신베이시 시즈구 경계를 이루는 지룽강 수역에 택시를 들이박고(택시 운전사 1명 부상)추락한 사고이다. 승객 53명, 승무원 5명 중 생존자는 15명이며, 사망자는 43명이었다.

## 탑승자의 국적
| 국적           | 승객 인원 수 | 승무원 인원 수 | 합계 | 사망자 수 |
| -------------- | ------------ | -------------- | ---- | --------- |
| 중화민국       | 22           | 5              | 27   | 15        |
| 중화인민공화국 | 31           | 0              | 31   | 28        |
| 합계           | 53           | 5              | 58   | 43        |

## 같이 보기
- 예티 항공 691편 추락 사고